# Delivered Duty Unpaid
Delivered Duty Unpaid (DDU) är en Incoterm.
Delivered duty unpaid betyder att säljaren har levererat godset när det finns tillgängligt, ej avlastat, ej importklarerat på angiven plats. 
Säljaren står för alla kostnader och risker fram till dess med undantag för tullhantering 
Termen kan användas oavsett transportsätt. 
Transportdokumentet, transportrisken och kostnaden för godstransporten övergår när godset finns till köparens förfogande på av köparen angiven plats.
Termen ersattes av DAP (Delivered at Place) (Angiven destination) eller DAT (Delivered at Terminal) i Incoterms 2010 som trädde i kraft 1 januari 2011.